# Partit de l'Esquerra (Suècia)
El Partit de l'Esquerra (en suec Vänsterpartiet) és un partit polític socialista suec. En qüestions econòmiques, el partit s'oposa a les privatitzacions i defensa l'augment de la despesa pública. En política exterior, el partit és euroescèptic, sent crític amb la Unió Europea, oposant-se a l'atlantisme, a l'OTAN i a l'entrada de Suècia a l' eurozona. Va intentar que Suècia s'unís al Moviment de països no alineats el 1980, però no ho va aconseguir. El partit és ecosocialista i també recolza l'antiracisme, el feminisme i el republicanisme. Es troba a l' esquerra de l'espectre polític.
Històricament el partit mai ha format part d'un govern a nivell nacional, tot i que ha donat en nombroses ocasions suport parlamentari extern als governs liderats al Riksdag pel Partit Socialdemòcrata.
L'organització és hereva directa del Partit d'Esquerra Socialdemòcrata Suec (SSV), aviat el Partit Comunista (SKP), que als anys seixanta va modificar la denominació al Partit de l'Esquerra - Comunistes (VPK), i als noranta la van escurçar a l'actual Partit de l'Esquerra (Vänsterpartiet). És membre de l'Aliança de l'Esquerra Verda Nòrdica (NGLA) i de l'Esquerra en el Parlament Europeu (GUE/NGL) 

## Història
Fou creat el 1917 com a escissió del Partit Socialdemòcrata, amb el nom de Partit Socialdemòcrata d'Esquerra de Suècia (SVV). Va patir nombroses escissions durant la seva història. El 1921 Zeth Höglund, expulsat del partit per pressions de Moscou, va fundar un Partit Comunista Suec independent de la Komintern. El 1929 un altre grup d'expulsats del partit fundaren un Partit Socialista. El 1931 organitzaren protestes arran de la matança d'Ådalen i durant la guerra civil espanyola reclutaren uns 500 voluntaris per a les Brigades Internacionals.
Va donar suport als soviètics en la Guerra d'Hivern contra Finlàndia i el Pacte Molotov-Ribbentrop, cosa que provocà la il·legalització dels seus mitjans de comunicació i una forta repressió contra els militants, així com atacs contra les seus del partit. Per contra, va donar suport als resistents de Noruega i Dinamarca contra el Tercer Reich. Així, a les eleccions legislatives sueques de 1944 va obtenir el 10,3% dels vots. Durant la guerra freda van mantenir una posició prosoviètica i el 1956 patiren l'escissió de la Lliga Comunista dels Treballadors de Suècia, de Set Persson.
En els anys seixanta va adoptar l'eurocomunisme i es formaren dos corrents al partit, un partidari d'aconvertir-se en una força no comunista, semblant al Partit Popular Socialista danès, i l'altra prosoviètica. El 1967 va adoptar el nom de Vänsterpartiet Kommunisterna (VPK), i els dissidents Bo Gustafsson i Nils Holmberg formaren un nou partit d'inspiració maoista. Van condemnar tant la invasió de Txecoslovàquia de 1968 com la intervenció nord-americana a la Guerra de Vietnam.
El 1978 el Congrés del Partit adoptà el Manifest per la Democràcia, on es critica la situació dels drets humans als països del bloc soviètic. Poc abans, el 1977, havia patit l'escissió del prosoviètic Arbetarpartiet Kommunisterna. Durant els anys 1980 foren molt actius en la lluita contra l'ús de l'energia nuclear. A les eleccions legislatives sueques de 1994 només va obtenir el 6,4% dels vots i entrà en crisi. Va fer campanya contra l'entrada de Suècia a la Unió Europea i el 1996 adoptà el feminisme com a programa. Després de les eleccions de 1998 i 2002 decidiren donar suport al govern del Partit Socialdemòcrata de Suècia.

## Resultats electorals
| Any  | Vots    | %         | Escons   | +/– | Govern              | Notes                                                                                         |
| ---- | ------- | --------- | -------- | --- | ------------------- | --------------------------------------------------------------------------------------------- |
| 1917 | 59,243  | 8.0 (#4)  | 11 / 230 | 11  | Oposició            | Com a Partit d'Esquerra Socialdemòcrata Suec, SSV. (Sveriges socialdemokratiska vänsterparti) |
| 1920 | 42,056  | 6.4 (#5)  | 7 / 230  | 4   | Oposició            |                                                                                               |
| 1921 | 80,355  | 4.6 (#5)  | 7 / 230  | =   | Oposició            | Com a Partit Comunista de Suècia (SKP)                                                        |
| 1924 | 63,301  | 3.6 (#6)  | 4 / 230  | 3   | Oposició            |                                                                                               |
| 1928 | 151,567 | 6.4 (#5)  | 8 / 230  | 4   | Oposició            |                                                                                               |
| 1932 | 74,245  | 3.0 (#6)  | 2 / 230  | 6   | Suport extern       |                                                                                               |
| 1936 | 96,519  | 3.3 (#6)  | 5 / 230  | 3   | Suport extern       |                                                                                               |
| 1940 | 101,424 | 3.5 (#5)  | 3 / 230  | 2   | Suport extern       |                                                                                               |
| 1944 | 318,466 | 10.3 (#5) | 15 / 230 | 12  | Suport extern       |                                                                                               |
| 1948 | 244,826 | 6.3 (#5)  | 8 / 230  | 7   | Suport extern       |                                                                                               |
| 1952 | 164,194 | 4.3 (#5)  | 6 / 230  | 3   | Suport extern       |                                                                                               |
| 1956 | 194,016 | 5.0 (#5)  | 6 / 231  | 1   | Oposició            |                                                                                               |
| 1958 | 129,319 | 3.4 (#5)  | 5 / 231  | 1   | Suport extern       |                                                                                               |
| 1960 | 190,560 | 4.5 (#5)  | 5 / 232  | =   | Suport extern       |                                                                                               |
| 1964 | 221,746 | 5.2 (#5)  | 8 / 233  | 3   | Suport extern       |                                                                                               |
| 1968 | 145,172 | 3.0 (#5)  | 3 / 233  | 5   | Suport extern       | Com a Partit de l'Esquerra - Comunistes, VPK (Vänsterpartiet Kommunisterna)                   |
| 1970 | 236,659 | 4.8 (#5)  | 17 / 350 | 14  | Suport extern       |                                                                                               |
| 1973 | 274,929 | 5.3 (#5)  | 19 / 350 | 2   | Suport extern       |                                                                                               |
| 1976 | 258,432 | 4.8 (#5)  | 17 / 349 | 2   | Oposició            |                                                                                               |
| 1979 | 305,420 | 5.6 (#5)  | 20 / 349 | 3   | Oposició            |                                                                                               |
| 1982 | 308,899 | 5.6 (#5)  | 20 / 349 | =   | Suport extern       |                                                                                               |
| 1985 | 298,419 | 5.4 (#5)  | 19 / 349 | 1   | Suport extern       |                                                                                               |
| 1988 | 314,031 | 5.8 (#5)  | 21 / 349 | 2   | Suport extern       |                                                                                               |
| 1991 | 246,905 | 4.5 (#7)  | 16 / 349 | 5   | Oposició            | Amb l'actual denominació (Vänsterpartiet)                                                     |
| 1994 | 342,988 | 6.2 (#5)  | 22 / 349 | 6   | Suport extern       |                                                                                               |
| 1998 | 631,011 | 12.0 (#3) | 43 / 349 | 21  | Suport extern       |                                                                                               |
| 2002 | 444,854 | 8.4 (#5)  | 30 / 349 | 13  | Suport extern       |                                                                                               |
| 2006 | 324,722 | 5.9 (#6)  | 22 / 349 | 8   | Oposició            |                                                                                               |
| 2010 | 334,053 | 5.6 (#7)  | 19 / 349 | 3   | Oposició            |                                                                                               |
| 2014 | 356,331 | 5.7 (#6)  | 21 / 349 | 2   | Suport extern       |                                                                                               |
| 2018 | 518,454 | 8.0 (#5)  | 28 / 349 | 7   | Oposició amb acords |                                                                                               |
| 2022 | 437,050 | 6.8 (#4)  | 24 / 349 | 4   | Oposició            |                                                                                               |

### Parlament Europeu
| Any  | Líder              | Vots    | %          | Escons | +/- | Grup       |
| ---- | ------------------ | ------- | ---------- | ------ | --- | ---------- |
| 1995 | Jonas Sjöstedt     | 346,764 | 12.9 (#4)  | 3 / 22 |     | GUE-NGL    |
| 1999 | Jonas Sjöstedt     | 400,073 | 15.8 (#3)  | 3 / 22 | =   | GUE-NGL    |
| 2004 | Jonas Sjöstedt     | 321,344 | 12.8 (#4)  | 2 / 19 | 1   | GUE-NGL    |
| 2009 | Eva-Britt Svensson | 179,222 | 5.7 (#6)   | 1 / 18 | 1   | GUE-NGL    |
| 2014 | Malin Björk        | 234,272 | 6.3 (#7)   | 1 / 20 | =   | GUE-NGL    |
| 2019 | Malin Björk        | 282,300 | 6.8 (#7)   | 1 / 20 | =   | L'Esquerra |
| 2024 | Jonas Sjöstedt     | 464,166 | 11.06 (#5) | 2 / 21 | 1   | L'Esquerra |

## Líders del Partit
- Carl Winberg, 1917
- Zeth Höglund, 1917, 1919―1924
- Ernst Åström, 1918
- Karl Kilbom, 1918, 1921―1923
- Nils Flyg, 1924―1929
- Sven Linderot, 1929―1951
- Hilding Hagberg, 1951―1964
- C.-H. Hermansson, 1964―1975
- Lars Werner, 1975―1993
- Gudrun Schyman, 1993―2003
- Ulla Hoffmann, 2003―2004
- Lars Ohly 2004―2012
- Jonas Sjöstedt 2012―2020
- Nooshi Dadgostar 2020―